# Michael A. Grimm
Michael Alexander Grimm (* 20. Juli 1970 in München) ist ein deutscher Film- und Theaterschauspieler sowie Synchronsprecher.

## Leben

### Ausbildung
Michael Alexander Grimm absolvierte an der Bayerischen Theaterakademie von 1994 bis 1998 seine Ausbildung zum Diplomschauspieler. Anschließend gehörte er von 1997 bis 2001 zum Ensemble des Bayerischen Staatsschauspiels. Bis 2004 stand er auf der Bühne des Hessischen Staatstheaters in Kassel. Privat spielt der Schauspieler mehrere Instrumente und ist in fernöstlichen Sportarten wie der japanischen Schwertkampfkunst Iaido geschult.

### Film und Fernsehen
Grimm trat seit Mitte der 1990er-Jahre in Film- und Fernsehproduktionen auf. Seine ersten Auftritte hatte er in den Kinofilmen Merry Christmas von Christian Cariot, Winterreise von Hans Steinbichler und TKKG unter der Regie von Tomy Wiegand. 2006 erhielt er die Rolle in Marcus H. Rosenmüllers Kinokomödie Schwere Jungs als Bobfahrer „Franzl“, der die Goldmedaille bei den Olympischen Winterspielen 1952 in Oslo gewinnt. Der Film In aller Stille (2010) wurde 2011 mit dem Grimme-Preis ausgezeichnet. In der Fernsehproduktion Die Seelen im Feuer (2014), nach dem gleichnamigen historischen Roman von Sabine Weigand, über die Hexenverfolgung im Bamberger Raum, verkörperte Grimm den Jesuitenpater Peter Kircher (1593–1629), eine der positiven Hauptfiguren. In der Literaturverfilmung Das Tagebuch der Anne Frank, die im Frühjahr 2015 gedreht wurde und am 3. März 2016 in die Kinos kam, spielt Grimm den Lagerarbeiter Willem van Maaren, der als einer der möglichen Verräter der untergetauchten Juden gilt. Von 2008 bis 2014 verkörperte er die Rolle des Polizeibeamten Tobias Hartl in der Vorabendserie Rosenheim Cops.

## Filmografie (Auswahl)

### Film
- 1996: Alle haben geschwiegen – Regie: Norbert Kückelmann
- 1997: Still Movin’ – Regie: Nikolaus Stein von Kamienski
- 1998: Explodiert – Regie: Werner Kranwetvogel
- 2001: Hawaiian Gardens – Regie: Percy Adlon
- 2005: Merry Christmas (Joyeux Noël) – Regie: Christian Carion
- 2006: Winterreise – Regie: Hans Steinbichler
- 2006: TKKG und die rätselhafte Mind-Machine – Regie: Tomy Wigand
- 2006: Schwere Jungs – Regie: Marcus H. Rosenmüller
- 2007: Christina (Kurzfilm) – Regie: Benedikt Maria Kramer
- 2009: Dr. Hope – Eine Frau gibt nicht auf – Regie: Martin Enlen
- 2010: Die Tochter des Mörders
- 2013: Tarzan – Regie: Reinhard Klooss
- 2013: 3096 Tage – Regie: Sherry Hormann
- 2014: Das Wetter in geschlossenen Räumen (AT: Cooking Cats) – Regie: Isabelle Stever
- 2016: Das Tagebuch der Anne Frank – Regie: Hans Steinbichler
- 2017: Kundschafter des Friedens – Regie: Robert Thalheim
- 2017: Mein Blind Date mit dem Leben – Regie: Marc Rothemund
- 2018: Nichts zu verlieren – Regie: Wolfgang Murnberger
- 2019: Ostwind – Aris Ankunft – Regie: Theresa von Eltz
- 2022: Guglhupfgeschwader
- 2022: Wer gräbt den Bestatter ein? – Regie: Andreas Schmidbauer, Tanja Schmidbauer
- 2025: Zweigstelle

### Fernsehen
- 1999: Tatort – Tödliche Freundschaft (TV-Serie) – Regie: Nikolaus Stein von Kamienski
- 2000: Zwei Brüder – Mörderische Rache (TV-Serie) – Regie: Ulrich Stark
- 2000: Der Bulle von Tölz – Schöne, heile Welt (TV-Serie) – Regie: Jörg Grünler
- 2000: Der Bulle von Tölz – Rote Rosen (TV-Serie) – Regie: Jörg Grünler
- 2001: Himmlische Helden – Regie: Carsten Fiebeler
- 2001: Wambo – Regie: Jo Baier
- 2003: Im Namen des Herrn – Regie: Bernd Fischerauer
- 2003: Tatort – Im Visier (TV-Serie) – Regie: Peter Fratzscher
- 2004–2015: SOKO München (Fernsehserie, 5 Folgen, verschiedene Rollen)
- 2004–2016: Die Rosenheim-Cops (TV-Serie)
- 2004: Tatort – Nur ein Spiel (TV-Serie) – Regie: Manuel Siebenmann
- 2004–2005: Lindenstraße (TV-Serie)
- 2005: Das Kreuz mit der Schrift – Regie: Volker Schmidt-Sondermann, Juri Köster
- 2005: Kommissarin Lucas – Das Verhör (TV-Serie) – Regie: Thomas Berger
- 2005–2015: SOKO Kitzbühel (TV-Serie, 3 Folgen)
- 2006: Tatort – Außer Gefecht (TV-Serie)
- 2006–2008: Forsthaus Falkenau (TV-Serie)
- 2006: Stadt, Land, Mord! – Schweigen ist Gold (TV-Serie)
- 2006: Polizeiruf 110 – Er sollte tot (TV-Serie) – Regie: Dominik Graf
- 2006: Zwei Engel für Amor (TV-Serie)
- 2006: Alles Atze (TV-Serie)
- 2007: Der Bulle von Tölz – Feuer und Flamme (TV-Serie) – Regie: Wolfgang F. Henschel
- 2007: Alma ermittelt – Tango und Tod (TV-Serie) – Regie: Rene Heisig
- 2007: Tatort – Kleine Herzen (TV-Serie) – Regie: Filippos Tsitos
- 2007: Tango zu dritt – Regie: Thomas Kronthaler
- 2007–2009; seit 2019: Dahoam is Dahoam (TV-Serie, Folge 1 bis 401, ab Folge 2360)
- 2008: Lindenstraße (TV-Serie, drei Folgen)
- 2009: Crashpoint – 90 Minuten bis zum Absturz – Regie: Thomas Jauch
- 2009: Die Tochter des Mörders – Regie: Johannes Fabrick
- 2009: Kommissar Süden und der Luftgitarrist – Regie: Dominik Graf
- 2009: Blond bringt nix – Regie: Isabel Kleefeld
- 2009: Polizeiruf 110 – Endspiel (TV-Serie) – Regie: Andreas Kleinert
- 2010: Das Duo – Tödliche Nähe (TV-Serie)
- 2010: Das Wunder von Merching – Regie: Thomas Kronthaler
- 2010: Ausgerechnet Lulu – Regie: Kai Wessel
- 2010: In aller Stille – Regie: Rainer Kaufmann
- 2011: Tatort – Gestern war kein Tag (TV-Serie) – Regie: Christian Görlitz
- 2011: Der letzte Bulle – Kita des Grauens (TV-Serie)
- 2011: Der Alte (TV-Serie)
- 2011: Notruf Hafenkante – Schlangenbiss (TV-Serie)
- 2011: München Laim – Regie: Michael Schneider
- 2012: Mord in Ludwigslust – Regie: Kai Wessel
- 2012: Der Cop und der Snob – Unter die Haube gekommen (TV-Serie)
- 2012: Die Tote ohne Alibi – Regie: Michael Schneider
- 2013: Der Kriminalist (TV-Serie) – Regie: Christian Görlitz
- 2013: Heiter bis tödlich: Morden im Norden – Auf der Klippe (TV-Serie) – Regie: Torsten Wacker
- 2013: Frühling – Frühlingskinder (TV-Serie)
- 2014: Die Frau aus dem Moor – Regie: Christoph Stark
- 2014: Die Seelen im Feuer – Regie: Urs Egger
- 2014: Die Chefin (TV-Serie) – Regie: Florian Kern
- 2014: Die kalte Wahrheit – Regie: Franziska Meletzky
- 2015: Hubert und Staller – Die Japaner kommen (TV-Serie)
- 2015: SOKO Köln (TV-Serie) – Regie: Torsten Wacker
- 2015: Utta Danella – Lügen haben schöne Beine (TV-Serie)
- 2015: Wilsberg – Tod im Supermarkt (TV-Serie)
- 2016: In aller Freundschaft – Urteile und Vorurteile (TV-Serie)
- 2016: Marie fängt Feuer – Vater sein dagegen sehr (TV-Serie)
- 2017: Kommissar Pascha – Kommissar Pascha; Bierleichen (TV-Serie)
- 2017: Der Gutachter – Ein Mord zu viel
- 2017: Das Verschwinden (TV-Miniserie)
- 2017: Aufbruch ins Ungewisse
- 2018: Heldt – Spukhaus; Auf Sendung (TV-Serie)
- 2018: Der Polizist und das Mädchen
- 2018: Ein starkes Team – Tödlicher Seitensprung (TV-Serie)
- 2018: Das Wunder von Wörgl
- 2018: Tannbach – Schicksal eines Dorfes
- 2019: Die Toten vom Bodensee – Der Stumpengang (TV-Serie)
- 2019: Schwartz & Schwartz – Der Tod im Haus (TV-Serie)
- 2019: Servus, Schwiegersohn!
- 2019: The Mallorca Files – Mord an einem Junggesellen (TV-Serie)
- 2019: Herren
- 2020: Der Beischläfer (TV-Serie)
- 2020: Oktoberfest 1900 (TV-Miniserie)
- 2020: Alle Nadeln an der Tanne
- 2021: SOKO Wien – Puzzle (TV-Serie)
- 2021: Wir Kinder vom Bahnhof Zoo (TV-Serie)
- 2021: Tanze Tango mit mir – Regie: Filippos Tsitos
- 2021: Katakomben (TV-Serie)
- 2021: Der Alte – Nicht schuldig (TV-Serie)
- 2021: Um die 50
- 2021: Servus, Schwiegermutter!
- 2021: Die Ibiza Affäre (TV-Miniserie)
- 2021: Löwenzahn – Berge – Verirrt im Schnee (TV-Serie)
- 2022: Hubert ohne Staller – Das verräterische Herz (TV-Serie)
- 2022: Alles finster (TV-Miniserie)
- 2022: Ostfriesensühne
- 2022: Nord Nord Mord – Sievers und die letzte Beichte (TV-Serie) – Regie: Berno Kürten
- 2023: Flunkyball – Regie: Alexander Adolph
- 2023: Zimmer mit Stall – Das Blaue vom Himmel (TV-Reihe) – Regie: Filippos Tsitos
- 2023: Gute Freunde – Der Aufstieg des FC Bayern (TV-Serie)
- 2024: Ungeschminkt (Fernsehfilm)
- 2025: Die Toten von Salzburg – Mord in bester Lage (Fernsehreihe)
- 2025: Robert Lembke – Wer bin ich?

## Hörbuch/Hörspiel (Auswahl)
- 2012: Der Stalker – ARD Radio Tatort (BR) – Regie: Ulrich Lampen
- 2013: Wasser bis zum Hals – ARD Radio Tatort (BR) – Regie: Ulrich Lampen
- 2014: Wallfahrt – ARD Radio Tatort (BR) – Regie: Ulrich Lampen
- 2018: Stahnke – Hörspiel (BR) von Frank Witzel – Regie: Leonhard Koppelmann
- 2021: Isartod – Hörbuch (USM Audio) von Harry Kämmerer
- 2022: Totwald – Hörbuch (USM Audio) von Harry Kämmerer
- 2023: Vinz Solo – Hörbuch (USM Audio) von Sebastian Beck

## Theaterrollen (Auswahl)
- 1994: König Behringer in Der König stirbt von Eugène Ionesco, Theater im Hansa München
- 1997: Mike in Ein Blick von der Brücke von Arthur Miller, Bayerisches Staatsschauspiel München
- 1999: P. Gonzales in Endstation Sehnsucht von Tennessee Williams, Bayerisches Staatsschauspiel München
- 1999: Osso in Große Szene am Fluß (Uraufführung) von Tankred Dorst, Bayerisches Staatsschauspiel München
- 2000: Freund in Kleinbürgerhochzeit von Bert Brecht
- 2000: Warren in Einer flog über das Kuckucksnest von Ken Kesey, Bayerisches Staatsschauspiel München
- 2001: Epamininondas in Lysistrate von Aristophanes, Staatstheater Kassel
- 2001: Dr. Faust in Faust – Frühe Fassung von Johann Wolfgang von Goethe, Staatstheater Kassel
- 2002: Mark Aurel in Limes Mark Aurel von Volker Braun, Staatstheater Kassel
- 2002: Diederich Heßling in Der Untertan von Heinrich Mann/Michael Peschke, Staatstheater Kassel
- 2002: Darry Berrill in Das Ende vom Anfang von Seán O’Casey, Staatstheater Kassel
- 2002: Andrej in Drei Schwestern von Anton Tschechov, Staatstheater Kassel
- 2003: Fürst in Bürger Schippel von Carl Sternheim, Staatstheater Kassel
- 2003: Richard in Außer Kontrolle von Ray Cooney, Staatstheater Kassel
- 2006–2009: Pastor Parris in Hexenjagd von Arthur Miller, Schauspiel Frankfurt, Regie: Martin Nimz
- 2010: Albrecht Haushofer in Flucht in die Heimat von Harald Helfrich, Kultursommer Garmisch-Partenkirchen
- 2012: Krawtschenko in Marija von Isaak Babel Düsseldorfer Schauspielhaus
- 2013–2015: Kobler in Der ewige Spießer (dramatisierte Fassung) von Ödön von Horváth, Horváth-Gesellschaft, München, Murnau
- 2016: „Luka Lukitsch“ in „Der Revisor“ von Gogol, VBB (Vereinigte Bühnen Bozen), Bozen/Bolzano
- 2017: „Schöller“ in „Pension Schöller“ von Carl Laufs nach e. Idee v. Wilhelm Jacoby, VBB (Vereinigte Bühnen Bozen), Bozen/Bolzano
- 2021–2024: Der Kontrabaß von Patrick Süskind, Regie Georg Büttel, Hofspielhaus München
- 2021–2024: „Kolberg“, „Gunnar“ u. a. in „Adams Äpfel“ Bühnenfassung und Regie Konstantin Moreth, nach dem Film von A. T. Jensen, Moreth Company
- 2022–2025: „Portner“ und „Pfarrer“ in „Der Brandner Kaspar – das Musical“, Deutsches Theater München, Festspielhaus Füssen
- 2023–2024: „Ivan“ in Kunst von Yasmina Reza, Regie Dominik Wilgenbus, Hofspielhaus München
- 2024: „Tevje“ in „Anatevka ist überall“ von Michael Wallner (OT: „Tevje, der Milchmann“) nach „Tewje, der Milchiker“ von  S. Alejchem, Regie: Christiane Brammer und Veronika Eckbauer, Hofspielhaus München